# The Duke of Burgundy
The Duke of Burgundy è un film del 2014 diretto da Peter Strickland. È stato presentato al Toronto International Film Festival del 2014.

## Trama
Una donna che studia le farfalle e falene mette alla prova i limiti del suo rapporto con la sua governante.